# Адыгейская письменность
Адыгейская письменность — письменность, используемая для записи адыгейского языка. За время своего существования несколько раз меняла свою графическую основу и неоднократно реформировалась. В настоящее время адыгейская письменность функционирует на кириллице.
Адыгейская письменность исторически использовала следующие графические системы:
- арабское письмо — с середины XIX века до 1920-х годов. Широкого распространения не имела;
- латиница — широкое распространение имела в 1927—1938 годах;
- кириллица — с 1938 года (хотя изредка использовалась и ранее).

## Ранние алфавиты
Фиксация адыгейского языкового материала датируется XVII веком (записки Эвлия Челеби), но первые попытки создания адыгейской письменности относятся к началу XIX века. Известно, что в это время над разработкой алфавита работал адыгеец Натауко Шеретлуков, однако по требованию духовенства ему пришлось сжечь свои труды.
В 1830-х гг. Султаном Хан-Гиреем для записи адыгейского языка был приспособлен кириллический алфавит, который он использовал в своих «Записках о Черкесии».
| Хан-Гирей | Совр. алфавит | Хан-Гирей | Совр. алфавит | Хан-Гирей | Совр. алфавит | Хан-Гирей | Совр. алфавит | Хан-Гирей | Совр. алфавит | Хан-Гирей | Совр. алфавит |
| --------- | ------------- | --------- | ------------- | --------- | ------------- | --------- | ------------- | --------- | ------------- | --------- | ------------- |
| А         | А             | Дц        | ЦӀ            | К         | К             | П         | П             | Ф         | Ф, Цу, Шъу    | Ч         | Ч             |
| Ай        | Я             | Дч        | КӀ            | Кк        | Къ            | Пп        | ПӀ            | Фв        | ШӀу           | Ш         | Ш             |
| Б         | Б             | Дь        | Дж            | Кко       | Къо, КӀо      | Р         | Р             | Х         | Х             | Шь        | Щ             |
| В         | кратк. У, Цу  | Е         | Э, Е          | Кку       | Къу, КӀу      | С         | С, Шъ         | Хг        | Гъ            | Ъ         | Ӏ             |
| Ва        | Уа            | Ж         | Ж             | Ко        | Го, Ко, КӀо   | Сш        | Шъ            | Хго       | Гъо           | Ъо        | Ӏо            |
| Вв        | Цу            | Ей        | Е             | К         | Гу, Ку, КӀу   | Т         | Т             | Хгу       | Гъу           | Ъу        | Ӏу            |
| Во        | О             | Жь        | Жь            | Л         | Л             | Тд        | ТӀ            | Хх        | Хъ, Хь        | Э         | Ӏэ            |
| Вф        | ШӀу           | З         | З, Жъ         | Ль        | Лъ            | Тл        | ЛӀ            | Ххо       | Хъо           | Я         | Я, А          |
| Г         | Г             | Зжь       | Жъ            | М         | М             | Тт        | ТӀ            | Хху       | Хъу           |           |               |
| Д         | Д             | И         | Ы, И          | Н         | Н             | Тч        | КӀ            | Ц         | ЦӀ, Ц         |           |               |
| Дз        | Дз            | Й         | Й             | О         | О             | У         | У             | Цц        | ЦӀ            |           |               |

В тот же период была предпринята попытка приспособить к адыгейскому языку кириллический алфавит. Её предпринял российский этнограф-кавказовед Л. Я. Люлье. В 1846 году вышел составленный им «Словарь русско-черкесский или адигский», где использовался русский алфавит того времени (без букв й, щ, ѣ, ѳ, ѵ) и с добавлением диграфов т͡л, п͡л, т͡х, i͡e, у͡а, у͡о, ю͡ё. По свидетельству кавказоведа лингвиста П. К. Услара этот алфавит не отражал адекватно фонетики адыгейского языка из-за того, что автор «не приготовлен был к отчетливым лингвистическим исследованиям». Дальнейшего развития алфавит Люлье не получил.
Создание собственно адыгейской письменности относится к 1853 году, когда учёный-просветитель У. Х. Берсей разработал адыгейский алфавит на арабской графической основе. В том же году в Тифлисе на этом алфавите был издан «Букварь черкесского языка», получивший одобрение Академии Наук, а также П. К. Услара. Этот букварь стал первой книгой на адыгейском языке. Вместе с тем этот алфавит имел ряд существенных недостатков — в нём использовались буквы, необходимые для обозначения ряда арабских фонем, но не нужные для отражения адыгейской фонетики. В то же время не все собственно адыгейские фонемы получили своё обозначение. В 1878 году несколько видоизменённый алфавит Берсея был использован Х. Ш. Анчоком для записи фольклорных текстов.
В начале XX века различными авторами (А. Бекух, С. Сиюхов, Х. Тлецерук, И. Хидзетль) был разработан ещё ряд адыгейских алфавитов на арабской основе. Наиболее удачным оказался алфавит, составленный Ахметов Бекухом (по другим данным — С. Сиюховым). На нём в 1918 году по инициативе Кубанского ревкома в Екатеринодаре был издан букварь. На базе алфавита, представленного в этом букваре, впервые стали широко печататься газеты, учебники и другая литература на адыгейском языке. Однако и этот алфавит имел ряд недостатков — вновь не все адыгейские смыслоразличительные фонемы нашли в нём отражение. Тем не менее этот алфавит оставался в употреблении до 1927 года.
В диаспоре адыгейский алфавит на арабской основе был составлен Мухаммедом Кемалем Хуажевым. В 1910 году в Каире на этом алфавите был издан букварь. Эта письменность содержала 59 знаков, в том числе 8, изобретённых самим автором.

## Латинизация
Первый латинизированный адыгейский алфавит был составлен представителем адыгейской диаспоры Бланау Батоком. В 1918 году в Константинополе вышел его букварь, в котором был представлен следующий вариант алфавита: E ᴇ, B b, P p, T t, C c, Ç ç,  h, X x, X̂ x̂, D d, R r, Z z, J j, S s, Ŝ ŝ, G g, Ĝ ĝ, F f, K k, Q q, Q̂ q̂, L l,  , M m, N n, V v, Y y, H ʜ, A a,  e, I ı, İ i, O o, U u, W w. В 1922 году там же был издан букварь с другим вариантом латинизированного алфавита: a e i ī u o ù з v w p b f r m n l ꞁ t d s ts z dz y ç s̄ s̄s̄ j jj ȷ c cc dj dȷ q̄ q g ḡ h x x̄ k.
В СССР в 1920-е годы шёл процесс латинизации письменностей. В рамках этого процесса уже в 1923 году был поставлен вопрос о латинизации адыгейского алфавита. Разработка оного была поручена Н. Ф. Яковлеву, который в 1924 году представил свой проект. В 1926 году этот проект был несколько упрощён, после чего в 1927 году он был официально принят Адыгейским областным отделом народного образования. Он имел следующий вид:
| Буква | ᴀ    | ʙ    | c    |       | d   | ᴣ    | e    | ə     | f    |     |
| МФА   | [aː] | [b]  | [t͡s] | [t͡sʼ] | [d] | [d͡z] | [e]  | [ə]   | [f]  | [f] |
| Буква | g    | ǥ    | ɦ    | i     | y   | k    | ꝁ    | ʀ     | ⱪ    | l   |
| МФА   | [ɡ]  | [d͡ʒ] | [ħ]  | [i]   | [j] | [k]  | [t͡ʃ] | [kʼʲ] | [kʼ] | [l] |
| Буква |      |      | m    | n     | o   | ᴘ    |      | q     | r    | s   |
| МФА   | [ɬ]  | [ɬʼ] | [m]  | [n]   | [o] | [p]  | [pʼ] | [q]   | [r]  | [s] |
| Буква | š    |      | ʃ    | ħ     | t   |      | u    | v     | x    |     |
| МФА   | [ʂ]  | [ʃʼ] | [ɕ]  | [ʃ]   | [t] | [tʼ] | [u]  | [w]   | [x]  | [χ] |
| Буква | z    | ⱬ    |      |       |     |      | đ    |       | h    | w   |
| МФА   | [z]  | [ʐ]  | [ʑ]  | [ʒ]   | [ʁ] | [ɣ]  | [t͡ʂ] | [t͡ʃʼ] | [ʔ]  | [v] |

Значительную роль в разработке латинизированного алфавита сыграл также Д. А. Ашхамаф. Адыгейский латинизированный алфавит не имел заглавных букв и не был унифицирован с другими алфавитами народов СССР. Эта письменность оставалась в употреблении до 1938 года.
Создание адыгейского латинизированного алфавита способствовало развитию литературного языка, в основу которого был положен темиргоевский диалект. В тот же период началась разработка свода правил адыгейской орфографии, которая была в целом закончена в 1933—1934 годах. На латинизированном алфавите печатались книги, газеты и журналы, велось делопроизводство и работа в учебных заведениях.
- Адыгейский латинизированный алфавит 1927—1938 гг. (первая страница)
- Адыгейский латинизированный алфавит 1927—1938 гг. (вторая страница)[10]
- Таблица соответствий букв адыгейских алфавитов. 1 — кириллица, 2 — латиница, 3 — арабица 1918—1927 гг.[11][12]

## Современный алфавит
Во второй половине 1930-х годов в СССР начался процесс кириллизации письменностей. В ходе этого процесса в 1937 году Н. Ф. Яковлевым и Д. А. Ашхамафом был составлен новый адыгейский алфавит на кириллической основе, вскоре утверждённый Адыгейским обкомом ВКП(б). В 1958 году обсуждался проект реформы адыгейского алфавита, в частности его сближение с абхазской и кабардино-черкесской письменностями, но единого мнения о необходимости реформы тогда не сложилось. Также долгое время среди специалистов не было единства в вопросе, какие из ди- и триграфов адыгейского алфавита считать отдельными буквами, а какие нет. Со временем сложился консенсус, что отдельными буквами считаются 66 знаков, ди- и триграфов адыгейской письменности, что после проведённой на страницах местной прессы дискуссии нашло законодательное закрепление в 1989 году. В конце 1990-х годов вновь был поднят вопрос об унификации адыгейской и кабардино-черкесской письменностей, но вновь он не был решён.
| А а а        | Б б бы       | В в вы    | Г г гы          | Гу гу гуы    | Гъ гъ гъы        | Гъу гъу гъуы | Д д ды    | Дж дж джы    | Дз дз дзы | Дзу дзу дзуы |
| Е е йэ       | Ё ё йо       | Ж ж жы    | Жъ жъ жъы       | Жъу жъу жъуы | Жь жь жьы        | З з зы       | И и йы    | Й й йы кӏаку | К к кы    | Ку ку куы    |
| Къ къ къы    | Къу къу къуы | Кӏ кӏ кӏы | Кӏу кӏу кӏуы    | Л л лы       | Лъ лъ лъы        | Лӏ лӏ лӏы    | М м мы    | Н н ны       | О о уэ    | П п пы       |
| Пӏ пӏ пӏы    | Пӏу пӏу пӏуы | Р р ры    | С с сы          | Т т ты       | Тӏ тӏ тӏы        | Тӏу тӏу тӏуы | У у уы    | Ф ф фы       | Х х хы    | Хъ хъ хъы    |
| Хъу хъу хъуы | Хь хь хьы    | Ц ц цы    | Цу цу цуы       | Цӏ цӏ цӏы    | Ч ч чы           | Чъ чъ чъы    | Чӏ чӏ чӏы | Ш ш шы       | Шъ шъ шъы | Шъу шъу шъуы |
| Шӏ шӏ шӏы    | Шӏу шӏу шӏуы | Щ щ щы    | Ъ ъ пытэ тамыгъ | Ы ы ы        | Ь ь шъэбэ тамыгъ | Э э э        | Ю ю йыу   | Я я йа       | Ӏ ӏы      | Ӏу ӏыу       |

Буква Гъ обозначает велярный звонкий спирант, Дж — альвеолярную палатализованную звонкую аффрикату, Дз — дентальную звонкую аффрикату, Жъ — дентально-альвеолярный звонкий спирант, Жь — альвеолярный палатализованный звонкий спирант, Къ — велярный смычный преруптив, Кӏ — альвеолярный палатализованный полусмычный абруптив, Лъ — латеральный придыхательный спирант, Лӏ — латеральный абруптивный спирант, Пӏ — лабиальный смычный абруптив, Тӏ — дентальный смычный абруптив, Хъ — велярный придыхательный спирант, Хь — фарингальный придыхательный спирант, Цӏ — дентальный придыхательный полусмычный, Чъ — альвеолярный придыхательный полусмычный, Чӏ — альвеолярный полусмычный абруптив, Шъ — дентально-альвеолярный придыхательный спирант, Шӏ — дентально-альвеолярный абруптивный спирант, Э — краткий звук [a], Ӏ — ларингальный смычный абруптив. Элемент у в составе ди- и триграфов обозначает лабиализацию.
В 2018 году общественным деятелем Нэдждэтом Мешвезом был опубликован экспериментальный учебник на основе разработанного им алфавита, где большинство ди- и триграфов заменено буквами с диакритическими знаками. По словам автора, разработанный им проект призван не заменить существующий алфавит, а сделать его изучение более простым для тех, кто только начинает изучать адыгейский язык и/или его письменную форму.